# Rezolucja Zgromadzenia Ogólnego ONZ nr 67/19

Geograficzny rozkład głosów w sprawie rezolucji 67/19:
za
przeciw
wstrzymanie się
nieobecność
brak prawa głosu

Rezolucja Zgromadzenia Ogólnego ONZ A/RES/67/19 – rezolucja Zgromadzenia Ogólnego ONZ (ZO ONZ) zmieniająca status Palestyny z obserwatora na status nieczłonkowskiego państwa obserwatora ONZ (takiego jak status Watykanu). Rezolucja została podjęta na 67. posiedzeniu ZO ONZ w dniu 29 listopada 2012, tj. w Międzynarodowy Dzień Solidarności z Palestyńczykami i w 65. rocznicę przyjęcia rezolucji nr 181. Za przyjęciem oddano 138 głosów, 9 było przeciw (Czechy, Izrael, Kanada,  Mikronezja, Nauru, Palau, Panama, Stany Zjednoczone, Wyspy Marshalla), 41 wstrzymało się (w tym Polska). Wersja robocza dokumentu została opracowana przez przedstawiciela Palestyny.
Od 1974 (rezolucja A/RES/3237) Organizacja Wyzwolenia Palestyny miała status obserwatora. Chociaż zmiana statusu ma charakter raczej symboliczny, to oznacza pośrednie uznanie niepodległości tego kraju na arenie międzynarodowej przez ONZ – status został przeniesiony z organizacji OWP na byt państwowy – i uznanie państwowości Palestyny w obrębie ONZ. Po raz pierwszy tak ważny podmiot polityczny jak ONZ określił Palestynę jako państwo.
Status nieczłonkowskiego państwa obserwatora oznacza między innymi możliwość pracowania w komisjach ONZ, zabierania głosu, jednak bez prawa do głosowania. Pozwala też Palestynie przystępować do międzynarodowych organizacji, np. do Międzynarodowego Trybunału Karnego czy ICAO.
Dokument został skrytykowany przez władze USA (groźba wstrzymania pomocy finansowej) i rząd Izraela (groźba anulowania porozumień z Oslo). Susan Rice (ambasador  USA przy  ONZ) przypomniała, że w procesie pokojowym nie ma „drogi na skróty” i że Stany Zjednoczone nadal nie uznają Palestyny za państwo. Ówczesna sekretarz stanu USA Hillary Clinton powiedziała, że był to „szkodliwy”  i „niefortunny” ruch, który będzie przeszkodą na drodze do porozumienia pokojowego.
Ambasador Izraela przy ONZ Ron Prosor podkreślił, że jedyna droga do utworzenia państwa palestyńskiego wiedzie przez bezpośrednie negocjacje, a nie przez organizacje międzynarodowe. Za to Mahmud Abbas, prezydent Autonomii Palestyńskiej i orędownik rezolucji, powiedział, że jest ona ważnym krokiem w naprawie krzywd wyrządzonych Palastyńczykom od 1948. Biuro izraelskiego premiera Binjamina Netanjahu skrytykowało wystąpienie Abbasa, nazywając je „oszczerczym i jadowitym”, „pełną zakłamań propagandą” przeciwko Izraelowi. Były premier Izraela Ehud Olmert wyraził za to aprobatę.
Unia Europejska, w której brak jest jednolitego podejścia do kwestii palestyńskiej (9 państw UE uznaje Palestynę dwustronnie), zaapelowała do przywódców palestyńskich o „konstruktywne” spożytkowanie nadanego statusu i powstrzymanie się od działań, które „mogłyby pogłębić brak zaufania i jeszcze bardziej utrudnić wypracowanie rozwiązania”.